# Ficus heteropleura
Ficus heteropleura là một loài thực vật có hoa trong họ Moraceae. Loài này được Blume mô tả khoa học đầu tiên năm 1825.

## Hình ảnh

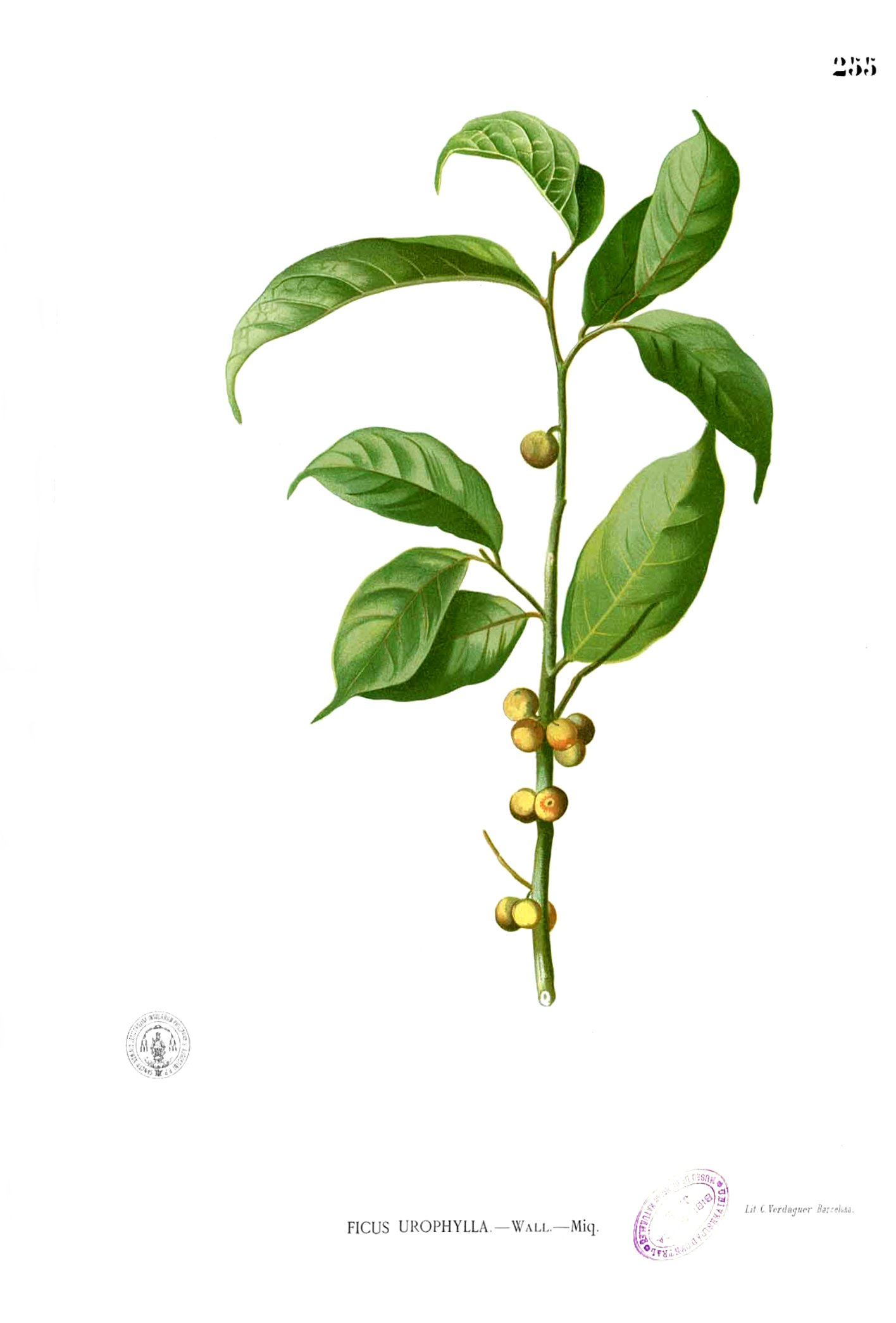
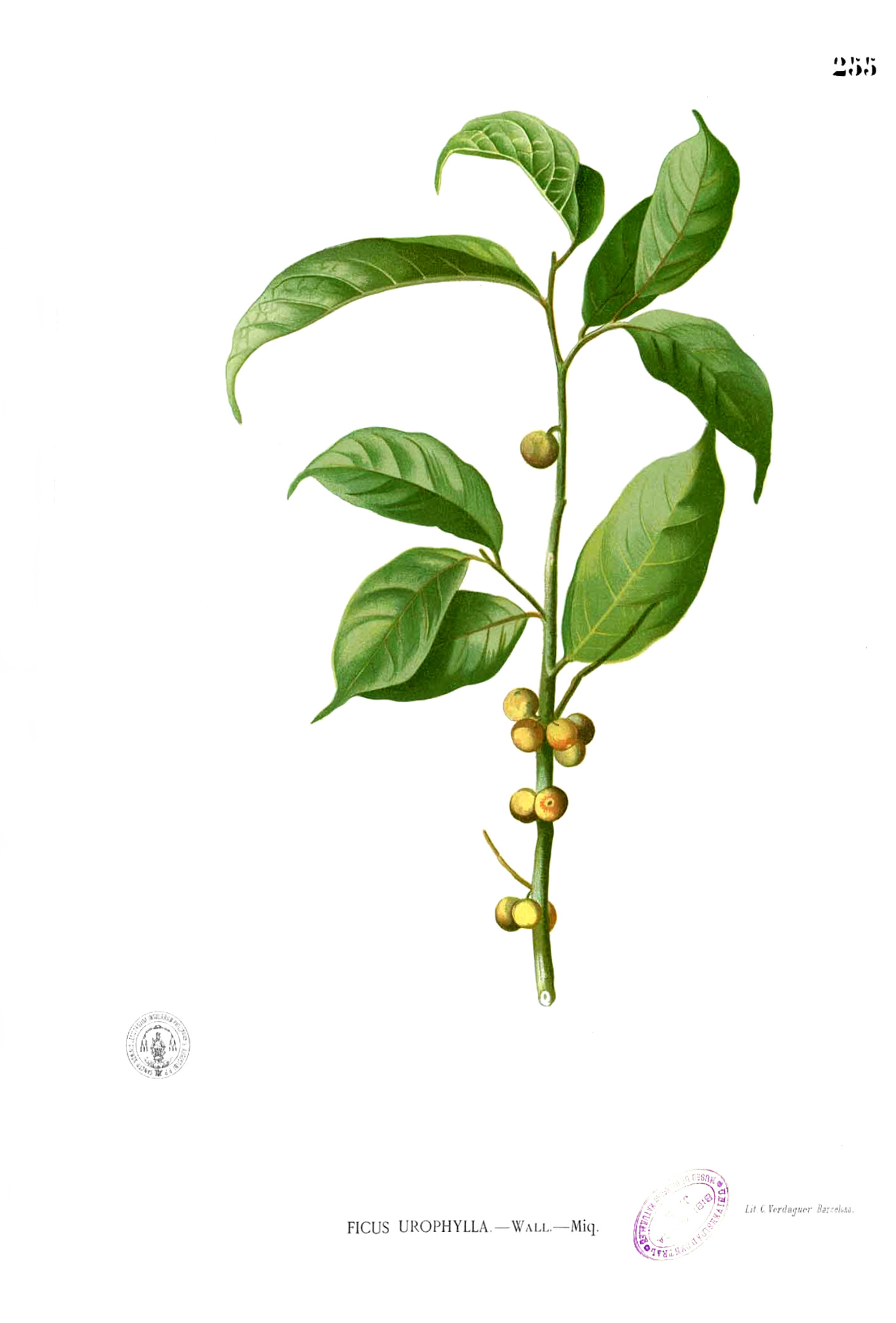